# Pholidoscelis chrysolaemus
Pholidoscelis chrysolaemus (звичайна амейва) — вид ящірок родини теїдових (Teiidae). Мешкає на Гаїті та на сусідніх островах.

## Підвиди
Виділяють 15 підвидів:
- Pholidoscelis chrysolaemus chrysolaemus (Cope, 1868) — Гаїті (узбережжя затоки Гонав);
- Pholidoscelis chrysolaemus abbotti (Noble, 1923) — острів Беата;
- Pholidoscelis chrysolaemus alacris (Schwartz & Klinikowski, 1966) — від сходу центрального Гаїті до долини Сан-Хуан в Домініканській Республіці;
- Pholidoscelis chrysolaemus boekeri (Mertens, 1939) — Домініканська Республіка (від сходу долини Неїба[sv] до Асуа і Бані);
- Pholidoscelis chrysolaemus defensor (Schwartz & Klinikowski, 1966) — північний захід Гаїті;
- Pholidoscelis chrysolaemus evulsa (Schwartz, 1973) — острів Гросс-Кей[en];
- Pholidoscelis chrysolaemus ficta (Schwartz & Klinikowski, 1966) — півострів Бараона;
- Pholidoscelis chrysolaemus jacta (Schwartz & Klinikowski, 1966) — крайній схід острова Гаїті (мис Кабо-Енганьо[en]);
- Pholidoscelis chrysolaemus parvoris (Schwartz & Klinikowski, 1966) — південно-східне узбережжя Домініканської Республіки, острів Каталіна;
- Pholidoscelis chrysolaemus procax (Schwartz & Klinikowski, 1966) — південне узбережжя Домініканської Республіки;
- Pholidoscelis chrysolaemus quadrijugis (Schwartz, 1968) — основа півострова Тібурон;
- Pholidoscelis chrysolaemus regularis (Fischer, 1888) — північ централього Гаїті;
- Pholidoscelis chrysolaemus richardthomasi (Schwartz & Klinikowski, 1966) — острів Саона[en];
- Pholidoscelis chrysolaemus secessa (Schwartz & Klinikowski, 1966) — острів Гонав;
- Pholidoscelis chrysolaemus woodi (Cochran, 1934) — острів Тортуга.

## Поширення і екологія
Звичайні амейви мешкають в Гаїті і Домініканській Республіці. Вони живуть в сухих і мезофільних природних середовищах, зокрема в чагарникових і кактусових саванах, акацієвих заростях і рідколіссях, на окраїнах мангрових заростей, на морських узбережжях, трапляються в людських поселеннях. Зустрічаються на висоті до 520 м над рівнем моря. Всеїдні, спостерігалися випадки канібалізму. Відкладають яйця, в кладці 5 яєць.